# Yélo (Vélos)
Yélo est le service de vélos en libre-service proposé par la Communauté d'agglomération de La Rochelle : 720 vélos dont 140 électriques sont à la disposition du public en permanence dans 112 stations à proximité des arrêts de bus, parc-relais et gares

## Présentation
À la suite de l'appel d'offres lancé par la Communauté d'agglomération de La Rochelle en 2009, l'opérateur RTCR a emporté le marché.
Établissement public à caractère industriel et commercial chargée des transports, le réseau Yélo a été créé le 1er septembre 2009. Le réseau Yélo contrairement à d'autres services de vélos en libre-service de grandes villes tel que le Vélib' ne fonctionne par sur un principe de délégation de service public (DSP), celui-ci fonctionne en régie.
Le réseau de stations de vélo en libre-service Yélo est critiqué par le journal Sud Ouest au 27 décembre 2017, car il ne dispose que de 3 stations ayant un lecteur de carte bancaire permettant la location occasionnelle. Le journaliste parle d'un frein à la location. Un système de code QR accompagné d'un site Internet mobile et d'une application smartphone permet néanmoins de pallier ce manque,.
La Rochelle annonce qu'elle lance un appel d'offres fin 2017 pour renouveler son système d’exploitation des vélos en libre-service, elle souhaite notamment l'apparition d'une solution avec stations de vélos à assistance électrique (VAE).

## Fonctionnement
L'abonnement est de 20 € pour les abonnés au réseau de transports en commun de La Rochelle (bus et bateaux), et 50 € pour les non abonnés. La première demi-heure est gratuite.

## Les stations
| - 1 - Hôtel de Ville - 2 - Quai Valin - 3 - Arsenal 1 & 2 - 4 - Marché - 5 - Place de Verdun (anciennement Hôtel de Police) - 6 - Maison de la mobilité 1 & 2 (anciennement Gare Routière) - 7 - Préfecture - 8 - Vieux Port 1 & 2 (anciennement Cours des Dames) - 9 - Porte Saint Nicolas 1 & 2 (anciennement Motte Rouge) - 10 - Porte Maubec (anciennement (Hôpital / Maubec) - 11 - Porte Dauphine - 12 - Piscine - 13 - Médiathèque 1 & 2 - 14 - Bibliothèque Universitaire 1 & 2 - 15 - Office de Tourisme 1 & 2 - 16 - Gare 1 - 17 - Gare 2 - 18 - Croix du Prince - 19 - Saint-John Perse | - 20 - Faculté de Sciences 1 & 2 & 3 - 21 - Technoforum 1 & 2 & 3 (anciennement Cinéma) - 22 - Place Cacaud - 23 - Porte de Cougnes - 24 - EIGSI 1 & 2 - 25 - IUT 1 & 2 & 3 - 26 - Maison du Département - 27 - Belvedere - 28 - Maison du Port La Pallice - 29 - Mairie Annexe de Laleu - 30 - Ludothèque de Mireuil (anciennement Mireuil Louis Guillet) - 31 - Mairie Annexe Mireuil - 32 - Place St Maurice (anciennement Mireuil Saint-Maurice) - 33 - Marché de Port Neuf - 34 - Maison de l'Emploi - 35 - Non active (NA) - 36 - La Genette - 37 - Plage de la Concurrence 1 & 2 - 38 - Clinique du Mail - 39 - Vieljeux | - 40 - Cité Administrative Mangin - 41 - Non active (NA) - 42 - LEP de Rompsay - 43 - Mairie Annexe de Villeneuve - 44 - Centre Commercial de Villeneuve - 45 - P+R Jean Moulin - 46 - Église de Tasdon - 47 - Institut Confucius de Chine - 48 - Plage des Minimes 1 - 49 - Plage des Minimes 2 - 50 - Non active (NA) - 51 - Gymnase Universitaire 1 & 2 - 53 - Les Parcs - 54 - Église La Genette - 55 - Hôpital Marius Lacroix - 56 - Hôpital St Louis - 57 - Marché de la Pallice - 58 - Digue du Bout Blanc - 59 - Lafond - 60 - Commissariat - 61 - Patte d'Oie |

## Fréquentation
En 2015, un peu plus de 240 000 emprunts de vélo Yélo sont réalisés.
En 2016, 272 371 locations de vélos Yélo sont réalisées, une hausse de 10% par rapport à l'année 2015. Le service loue ainsi plus de 0,5 vélo par minute.